# Cantón de Le Bourget
El cantón de Le Bourget era una división administrativa francesa, que estaba situada en el departamento de Sena-Saint-Denis y la región de Isla de Francia.

## Composición
El cantón estaba formado por dos comunas, más una fracción de otra comuna:
- Drancy (fracción)
- Dugny
- Le Bourget

## Supresión del cantón de Le Bourget
En aplicación del Decreto n.º 2014-214 de 21 de febrero de 2014, y corregido por Decreto n.º 2014-481 de 13 de mayo de 2014, el cantón de Le Bourget fue suprimido el 22 de marzo de 2015 y sus 3 comunas pasaron a formar parte; dos del nuevo cantón de La Courneuve y la fracción de comuna se unió con su otra fracción para que, por medio de una reestructuración cantonal, fuera creado el nuevo cantón de Drancy, excepto una fracción que pasó a formar parte del nuevo cantón de Le Blanc-Mesnil.